# Non scholae, sed vitae discimus
Non scholae, sed vitae discimus is een Latijns motto, wat betekent: We leren niet voor school, maar voor het leven, in de zin dat we niet leren voor school of voor een leraar, maar voor de kansen en moeilijkheden die het leven ons zal bieden. In werkelijkheid was het oorspronkelijke gezegde Non vitae, sed scholae discimus (Brieven aan Lucilius, XVII-XVIII, 106, 12), bij Seneca, en had het de tegenovergestelde betekenis, aangezien Seneca niet geloofde in het nut van schools onderwijs: "Zelfs in onze studies lijden we aan een gebrek aan matigheid, zoals bij elke andere activiteit: we leren niet voor het leven, maar voor school". 
Deze uitdrukking is ook het motto van veel scholen over de hele wereld, vaak afgekort tot Non scholae, sed vitae.